# Zorita del Páramo

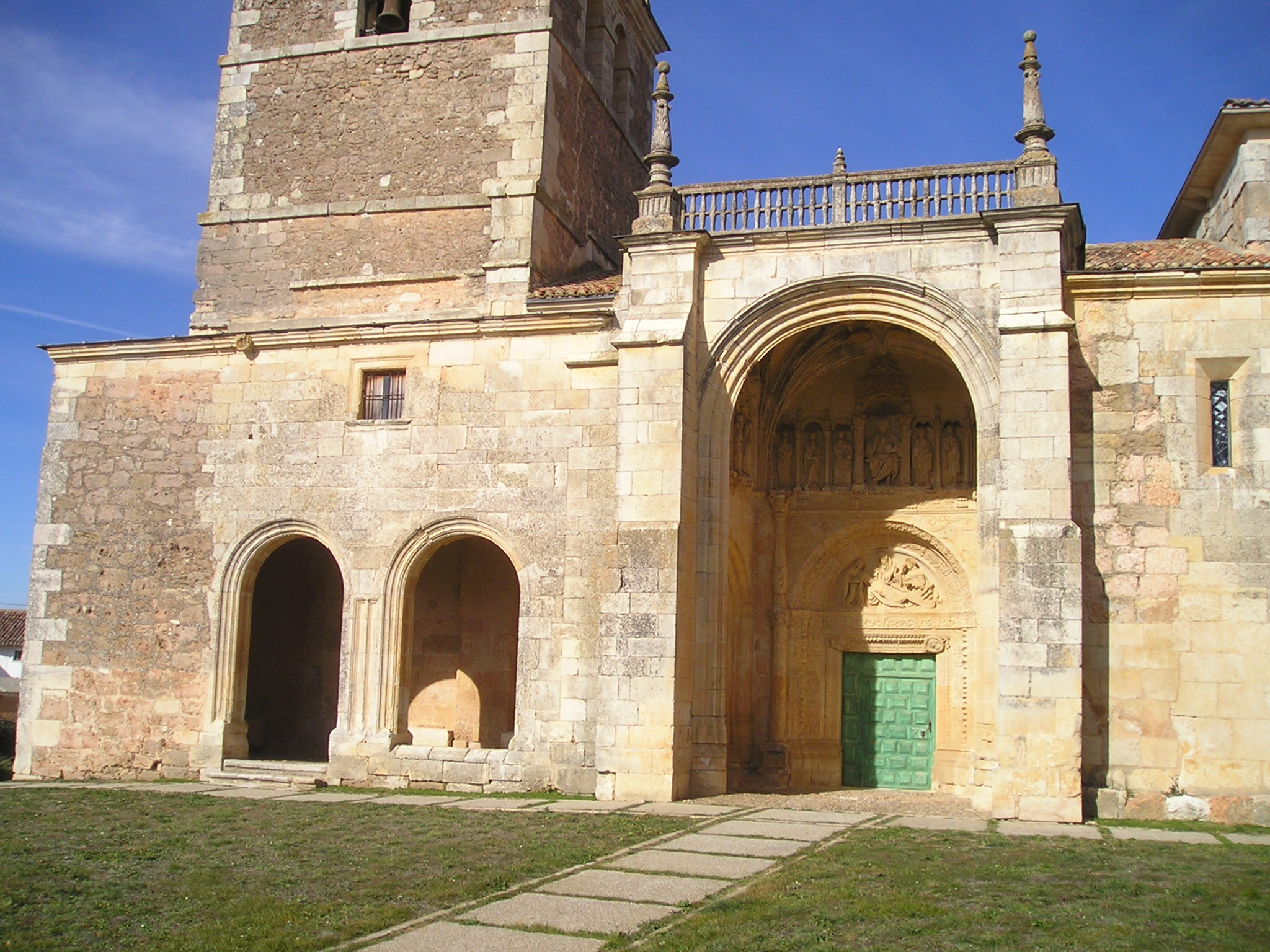
Iglesia de San Lorenzo. Portada renacentista.

Zorita del Páramo es una localidad y también una pedanía del municipio de Páramo de Boedo en la provincia de Palencia, en la comunidad autónoma de Castilla y León, España. 

## Geografía
Al este de la provincia, en la comarca de Boedo-Ojeda y a una distancia de 1 500 metros de Herrera de Pisuerga pero a 8 km de Páramo de Boedo, la capital municipal, pasando por Calahorra.
- Altitud: 875 m s. n. m.
- Latitud: 42°36′0″ N
- Longitud: 4°21′0″ O
- Código Ine: 34122
- Código Postal: 34407

## Demografía
Evolución de la población en el siglo XXI
| Gráfica de evolución demográfica de Zorita del Páramo entre 2000 y 2020 |
|                                                                         |
| Población de derecho (2000-2020) según el padrón municipal del INE      |

## Historia
A la caída del Antiguo Régimen la localidad se constituye en municipio constitucional y que en el censo de 1842 contaba con 10 hogares y 52 vecinos, para posteriormente integrarse en Páramo de Boedo.

## Patrimonio
- Iglesia de San Lorenzo: Templo románico de fines del siglo XII que no debió terminarse hasta bien entrado el siglo XIII, como demuestra su portada occidental y la factura de su Apostolado en la portada meridional. La iglesia ha sufrido fuertes transformaciones en siglos posteriores como el acceso principal que se efectúa desde la portada meridional, obra plateresca. Otro añadido es la torre de planta cuadrangular occidental y el coronamiento meridional del gran arco de medio punto abierto al pórtico, que corresponden ya al siglo XVII. Entre el brazo meridional del crucero y el tramo de acceso a la portada se alzó una capilla cubierta con crucería cuya datación se corresponde con la propia portada, hacia inicios del XVI. La iglesia tiene planta de cruz latina con cimborrio sobre el crucero, transepto no sobresaliente en altura y ábside semicircular. La nave longitudinal es de cuatro tramos y cuenta con un presbiterio rectangular. Las bóvedas estrelladas del pórtico apean sobre pilares de perfil tardogótico.